# Matthias de Zordo
Matthias de Zordo (Bad Kreuznach, 21 februari 1988) is een Duitse atleet, gespecialiseerd in het speerwerpen. Hij werd wereldkampioen, meervoudig Duits kampioen en Europees jeugdkampioen in deze discipline. Ook nam hij eenmaal deel aan de Olympische Spelen, maar won hierbij geen medailles.

## Biografie

### Jeugd
De Zordo begon op zijn elfde met speerwerpen. Al van jongs af aan was het duidelijk, dat hij talent had voor het werpen; op zijn veertiende wierp hij een bal al 74 meter weg. Hij deed dan ook naast atletiek aan handbal, tot zijn achttiende levensjaar. Hij trainde eerst onder Thomas Braun. Vanaf 2007 is De Zordo pupil van oud-speerwerper Boris Henry, die sinds 2008 bondstrainer is.

### Jeugdprestaties
In 2007 verbeterde Matthias de Zordo het Duitse juniorenrecord met een worp van 78,67 m. Tevens werd hij dat jaar Duits kampioen bij de junioren en voor de tweede opeenvolgende keer Duits kampioen bij de neo-senioren. Ook internationaal gezien was 2007 een succesvol jaar voor De Zordo. Bij de Europese kampioenschappen voor junioren benaderde hij ondanks de slechte weersomstandigheden zijn persoonlijk record tot 8 centimeter, genoeg voor de titel.
 In 2008 ging De Zordo voor het eerst over de 80-meter grens heen, hij wist zich te verbeteren tot 82,51.

### Internationale doorbraak
Alhoewel De Zordo zich in 2009 niet verder wist te verbeteren, werd hij wel kampioen bij de militaire wereldkampioenschappen in Sofia, en vice-kampioen bij het Duits kampioenschap.
In 2010 vond Matthias de Zordo aansluiting bij de internationale wereldtop. Bij de Europese kampioenschappen voor landenteams wist hij regerend olympisch en wereldkampioen en De Zordo's voorbeeld Andreas Thorkildsen te verslaan. Bij zijn debuut op de Europese kampioenschappen dat jaar wist hij zijn persoonlijk record te verbeteren tot 87,81. Hij werd met die afstand tweede, ditmaal wel achter Thorkildsen. Ook bij de Continental Cup, waar hij samen met Thorkildsen Europa mocht vertegenwoordigen, kon De Zordo hem niet verslaan.

### Wereldkampioen
De Zordo wist in 2011 Thorkildsen te verslaan op de twee belangrijkste momenten. Bij de wereldkampioenschappen van Daegu wist De Zordo in zijn eerste poging 86,27 te werpen, genoeg voor de eindoverwinning. Ook bij de Memorial Van Damme wist De Zordo de overwinning te pakken met een persoonlijk record van 88,36 en daarmee bovenaan het eindklassement van de Diamond League te komen.

### Blessures
De Zordo moest zijn seizoenstart in 2012, die gepland stond in mei, uitstellen wegens rugproblemen. Kort daarna kreeg hij een blessure aan zijn werpelleboog. Hierdoor kon hij niet deelnemen aan de EK van Helsinki en kwam ook zijn deelname aan de Olympische Spelen van Londen in gevaar. Uiteindelijk kon hij hier toch aan meedoen, ondanks dat hij nog niet volledig hersteld was van zijn elleboogblessure. Hij was tijdens de Olympische Spelen niet succesvol: in de kwalificatie kon hij niet tot een afstand komen die hem tevreden stelde en maakte hij al zijn worpen ongeldig. Hierdoor ging hij niet naar de finale. De Zordo weet dat zelf aan een ontbrekende vorm en niet direct aan zijn elleboog. Na afloop van de wedstrijd besloot Matthias de Zordo zijn seizoen voortijdig te beëindigen.
De Zordo begon het baanseizoen 2013 bij de Diamond League-wedstrijd Qatar Athletic Super Grand Prix. Hier werd hij vierde met een worp van 81,49. Bij de tweede wedstrijd van zijn seizoen ging het mis: bij een wedstrijd in de Duitse plaats Halle scheurde hij zijn achillespees. Hierdoor werd hij voor ongeveer zes maanden uitgeschakeld en kon hij zijn wereldtitel bij de WK in Moskou niet verdedigen.
Matthias de Zordo is woonachtig in Saarbrücken, en tot 2012 lid van SV Saar 05 Saarbrücken. Sinds 2013 is hij lid van de atletiekvereniging SC Magdeburg. Hij is sportsoldaat van beroep.

## Titels
- Wereldkampioen speerwerpen - 2011

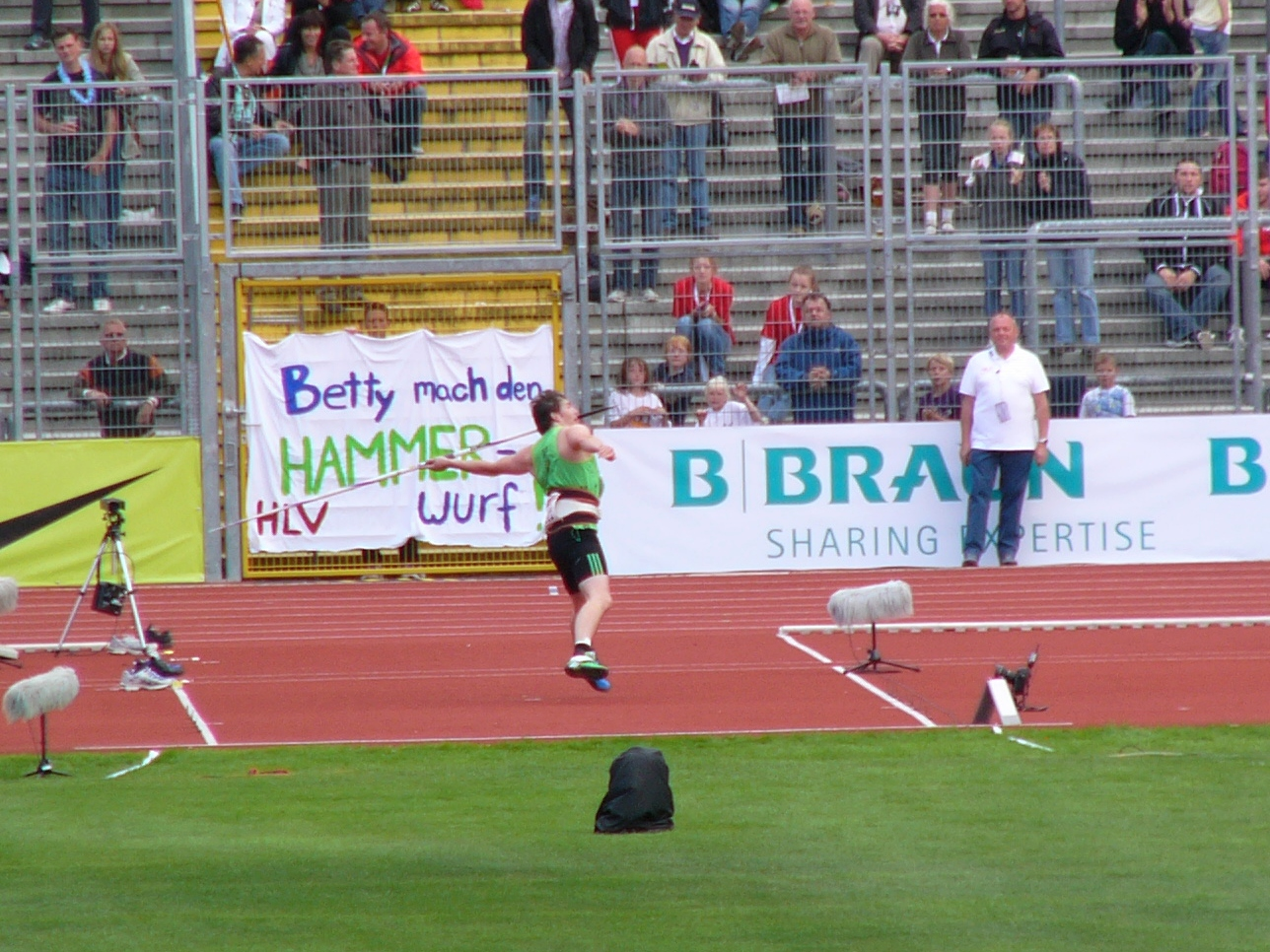
De Zordo tijdens de Duitse kampioenschappen van 2011 in Kassel.

- Militair wereldkampioen speerwerpen - 2009
- Duits kampioen speerwerpen - 2010, 2011
- Europees juniorenkampioen speerwerpen - 2007

## Persoonlijke records
Outdoor
| Onderdeel           | Prestatie | Datum             | Plaats   |
| ------------------- | --------- | ----------------- | -------- |
| speerwerpen (800 g) | 88,36 m   | 16 september 2011 | Brussel  |
| speerwerpen (700 g) | 74,82 m   | 17 september 2005 | Walldorf |

## Prestatieontwikkeling
| Jaar | Speerwerpen |
| ---- | ----------- |
| 2004 | 67,55 m*    |
| 2005 | 74,82 m*    |
| 2006 | 71,67 m     |
| 2007 | 78,67 m     |
| 2008 | 82,51 m     |
| 2009 | 80,15 m     |
| 2010 | 87,81 m     |
| 2011 | 88,36 m     |
| 2012 | 81,62 m     |
| 2013 | 81,49 m     |

* Met lichtere speer van 700 g

## Palmares

### speerwerpen
Kampioenschappen
- 2005:  EYOF - 70,62 m
- 2007:  EJK - 78,59 m
- 2009:  Duitse kamp. - 78,22 m
- 2009:  Militaire wereldkamp. - 79,92 m
- 2010:  Duits kampioenschap - 80,05 m
- 2010:  EK voor landenteams, Super League - 83,80 m
- 2010:  Continental Cup - 82,89 m
- 2010:  EK - 87,81 m
- 2011:  Duitse kamp. - 81,06 m
- 2011:  WK - 86,27 m
- 2012: NM OS

Diamond League-podiumplaatsen
- 2010:  DN Galan - 82,05 m
- 2010:  London Grand Prix - 86,97 m
- 2010:  Memorial Van Damme - 82,39 m
- 2011:  Eindzege Diamond League
- 2011:  Bislett Games - 83,94 m
- 2011:  Athletissima - 83,65 m
- 2011:  Aviva Birmingham Grand Prix - 83,42 m
- 2011:  DN Galan - 84,37 m
- 2011:  Memorial Van Damme - 88,36 m
- 2012:  Shanghai Golden Grand Prix - 81,62 m

## Onderscheidingen
- Saarlandse sporter van het jaar - 2010

1983: Detlef Michel ·
1987: Seppo Räty ·
1991: Kimmo Kinnunen ·
1993: Jan Železný ·
1995: Jan Železný ·
1997: Marius Corbett ·
1999: Aki Parviainen ·
2001: Jan Železný ·
2003: Sergej Makarov ·
2005: Andrus Värnik ·
2007: Tero Pitkämäki ·
2009: Andreas Thorkildsen ·
2011: Matthias de Zordo ·
2013: Vítězslav Veselý ·
2015: Julius Yego ·
2017: Johannes Vetter ·
2019: Anderson Peters ·
2022: Anderson Peters ·
2023:  Neeraj Chopra
- Gemeinsame Normdatei: 1029222908
- World Athletics: 14191822
- International Standard Name Identifier: 0000 0003 9943 0600
- Virtual International Authority File: 293389622